# Organização para a Libertação do Estado de Patani

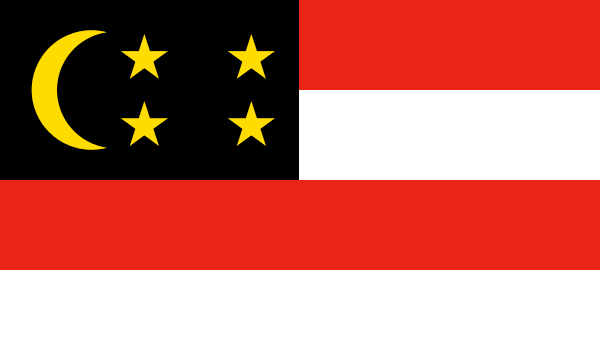
Bandeira da Organização para a Libertação do Estado de Patani.

A Organização para a Libertação do Estado de Patani é um dos movimentos separatistas do sul da Tailândia que reivindicam a separação da região de Patani. Este grupo, juntamente com outros, está lutando pela independência predominantemente desta área do restante da Tailândia.
A plataforma da Organização para a Libertação do Estado de Patani é destacado por seus objetivos nacionalistas islâmicos, colocando a presença tailandesa em Patani como uma "colonização " e uma "ocupação ilegal". Seus objetivos declarados são a separação do Reino da Tailândia através de meios militares e políticos, e a criação de um estado chamado Patani Darul Makrif (Pattani, Terra de boas ações). A bandeira da Organização para a Libertação do Estado de Patani tem quatro listras vermelhas e brancas e um retângulo azul no canto superior esquerdo, com um crescente, e uma estrela semelhante ao de outros estados malaios da Malásia.

## História
A Organização para a Libertação do Estado de Patani foi fundada em 1968, supostamente em torno da liderança de Kabir Abdul Rahman (Bira Kotanila), um estudioso tai-malaio, que serviu como seu presidente até sua morte em 2008. Ao final de 1992, a organização tinha se dividido em três facções. A primeira facção foi chefiada pelo Dr. Arong Muleng, enquanto a segunda foi conduzida por Haji Hadi Bin Ghazali. A primeira facção criou o Conselho de Liderança da Organização para a Libertação do Estado de Patani, com um símbolo de um punhal atravessando com uma espada como seu logotipo. O nome de sua unidade armada é chamada de "Exército Kasdan." A segunda facção, também liderada por Haji Sama-ae Thanam, criou o Conselho do Comando do Exército da Organização para a Libertação do Estado de Patani para dar apoio a Kabir Abdul Rahman, o fundador do movimento. Uma terceira facção está trabalhando de acordo com a carta original da Organização para a Libertação do Estado de Patani, tendo maior apoio no solo. Eles usam quatro estrelas em sua bandeira e são liderado por Abu Yasir Fikri.